# 古牧駅
古牧駅（ふるまきえき）は、樺太大泊郡大泊町に存在した樺太拓殖鉄道の駅である。

## 歴史
- 1924年6月20日：栄町桟橋 - 大泊駅 - 当駅間の工事が完了、貨物輸送を開始。
- 1926年7月1日：当駅 - 水源池沢間が完成。
- 1928年5月19日：水源池沢 - 喜美内駅間の完成に合わせて大泊駅 - 当駅間にて旅客営業開始。当初は大泊駅 - 当駅間は蒸気機関車での運行、当駅 - 喜美内駅間は馬力での運行であった[1]。
- 1929年：当駅 - 喜美内駅間を蒸気化。
- 1940年：バスとの競合により休止[2]。
- 1942年：王子製紙大泊工場への木材輸送のため貨物輸送のみ再開。
- 1944年1月：王子製紙大泊工場の操業中止に伴い貨物輸送休止（事実上の廃線）。

## 隣の駅
樺太拓殖鉄道
露助沢駅 - 古牧駅 - 喜美内駅